# Лейк-Плезант (Нью-Йорк)
Лейк-Плезант (англ. Lake Pleasant) — місто (англ. town) в США, в окрузі Гамільтон штату Нью-Йорк. Населення — 897 осіб (2020).

## Демографія
Згідно з переписом 2010 року, у місті мешкала 781 особа в 361 домогосподарстві у складі 220 родин. Було 1512 помешкання
Расовий склад населення:
| - 97,4 % — білих - 0,8 % — азіатів - 0,5 % — чорних або афроамериканців - 0,4 % — вихідців з тихоокеанських островів - 0,4 % — корінних американців |

До двох чи більше рас належало 0,5 %. Частка іспаномовних становила 1,0 % від усіх жителів.
За віковим діапазоном населення розподілялося таким чином: 13,8 % — особи молодші 18 років, 60,2 % — особи у віці 18—64 років, 26,0 % — особи у віці 65 років та старші. Медіана віку мешканця становила 52,8 року. На 100 осіб жіночої статі у місті припадало 98,7 чоловіків;  на 100 жінок у віці від 18 років та старших — 99,1 чоловіків також старших 18 років.
Середній дохід на одне домашнє господарство  становив 68 719 доларів США (медіана — 66 250), а середній дохід на одну сім'ю — 79 722 долари (медіана — 69 500). Медіана доходів становила 64 844 долари для чоловіків та 46 037 доларів для жінок. За межею бідності перебувало 9,6 % осіб, у тому числі 35,7 % дітей у віці до 18 років та 7,0 % осіб у віці 65 років та старших.
Цивільне працевлаштоване населення становило 299 осіб. Основні галузі зайнятості: освіта, охорона здоров'я та соціальна допомога — 43,1 %, роздрібна торгівля — 23,4 %, публічна адміністрація — 9,0 %, будівництво — 7,7 %.